# Irakiske dinarer
Dinar er valutaen i Irak.
Den bliver udstedt af Central Bank of Iraq og er delt i 1.000 Fils, skønt inflation har forældet Fils.